# Annakerk (Düren)
De Annakerk (Duits: Annakirche) is een bedevaartskerk en tevens de parochiekerk van de op 1 januari 2010 opgerichte Sint-Lucasparochie in de Duitse stad Düren, Noordrijn-Westfalen. Tot de oprichting van deze grote parochie was de Sint-Annakerk de stadsparochiekerk. Niet altijd droeg de kerk het patrocinium van de heilige Anna, ooit betrof het een aan de heilige Martinus gewijde kerk.
De huidige Annakerk vervangt de in 1944 verwoeste drieschepige, gotische basiliek, waarvan de oudste delen uit de 2e helft van de 13e eeuw stamden. Met een 100 meter hoge klokkentoren vormde het ooit zo trotse bouwwerk het belangrijkste kerkgebouw van de stad.
Ter behoud en verdere ontwikkeling van de kerk werd in de 21e eeuw de stichting Annakirche Düren opgericht. Het in de moderne kerk ingebouwde historische portaal van de gotische kerk werd op de monumentenlijst van de stad Düren ingeschreven.

## Geschiedenis

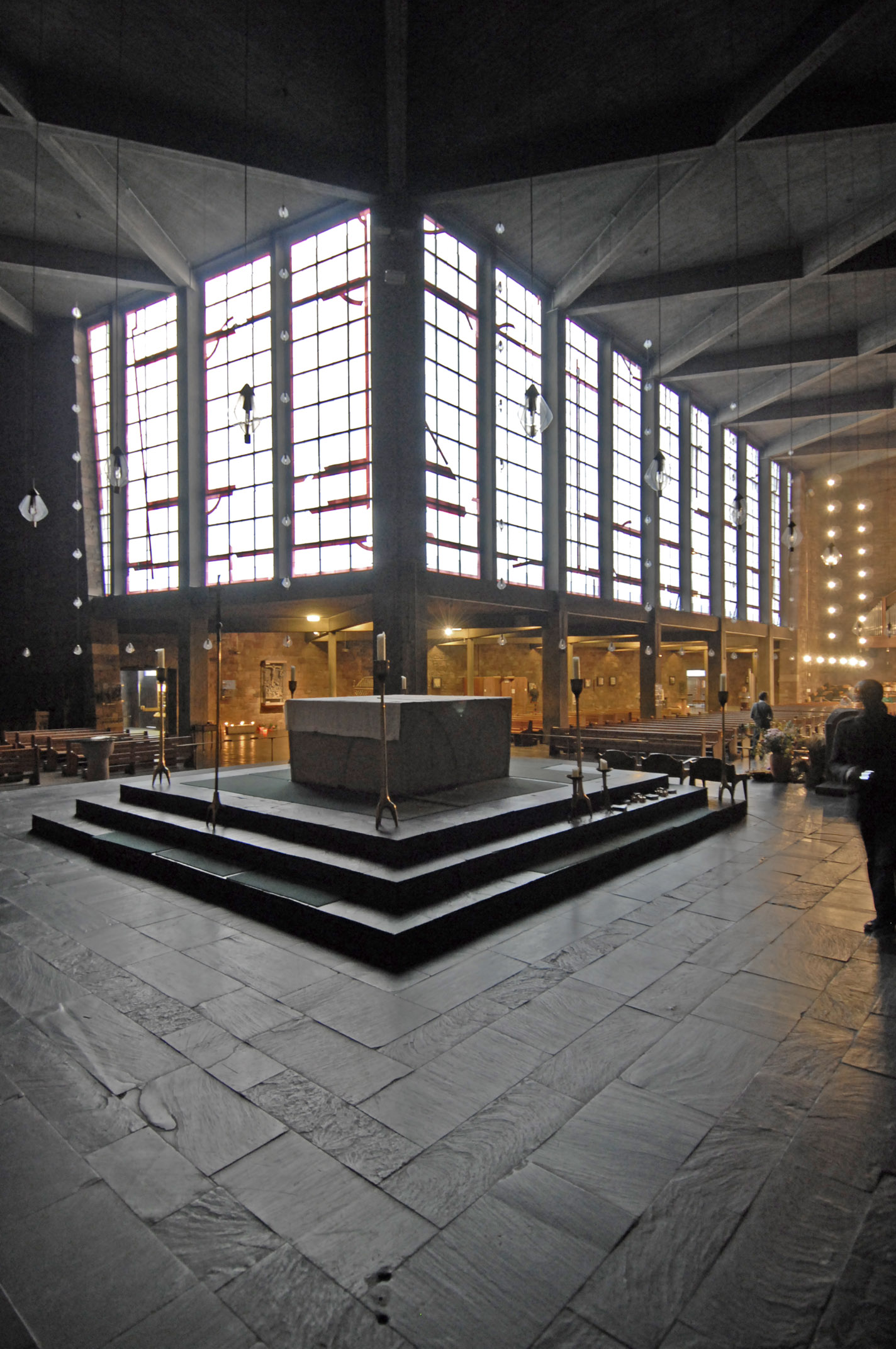
Interieur van de huidige Annakerk

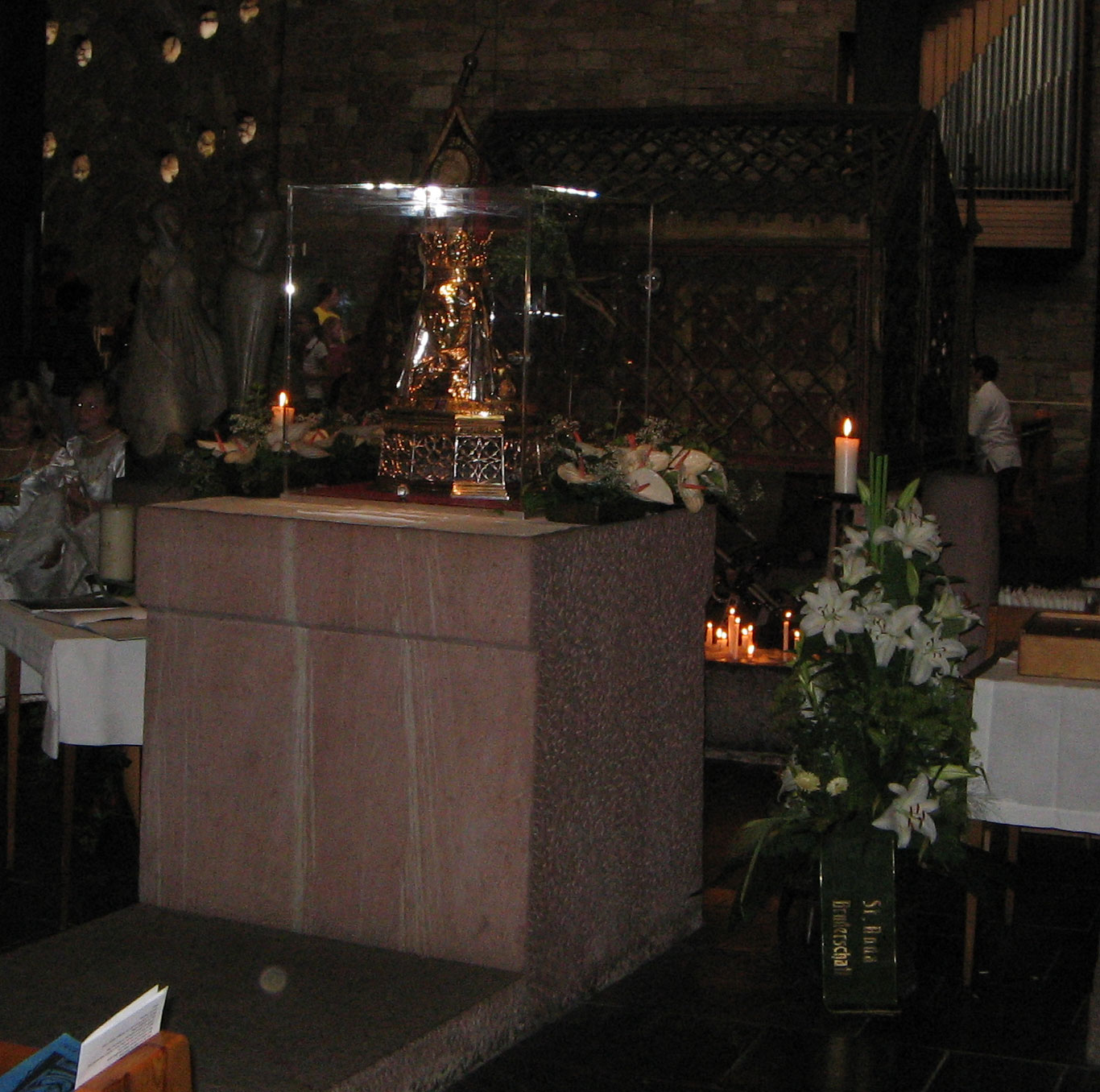
Schrijn en borstrelikwie

In een protocol over een Godsoordeel in het jaar 748 werd de kapel genoemd, waaruit later de Martinuskerk van Düren ontstond. In 881 werd de kapel door Noormannen verwoest. De kerk werd in 1306 in het Liber valoris genoemd, een register waarin de inkomsten van alle kerkelijke instituten van het bisdom Keulen werden geadministreerd. In het jaar 1331 werd begonnen aan de bouw van een vierde vroeggotische kerk.
De komst van een relikwie van Sint-Anna bracht een stroom pelgrims naar de kerk op gang. Eveneens werd als gevolg van het bezit van de belangrijke relikwie het patrocinium van de kerk gewijzigd in Sint Anna. Na beschietingen door keizerlijke troepen van Karel V tijdens een oorlog tegen de hertog van Gulik in 1543 werd de beschadigde kerk binnen twee jaar herbouwd. In 1545 werden twee klokken voor de Annakerk gegoten, in 1550 volgde de installatie van het door Clais Wyndemaiker von Gangels uit Münster gebouwde eerste carillon in de kerk. Tussen 1555 en 1557 volgde de bouw van het eerste grote renaissance orgel. Herhaaldelijk werd de toren getroffen door blikseminslag, maar steeds volgde herbouw. De luchtaanvallen op de binnenstad van Düren van de Royal Air Force in de Tweede Wereldoorlog werden de Annakerk echter fataal. Zowel de historische stad als de gotische kerk werden op 16 november vrijwel geheel vernietigd. Tussen 1954 en 1956 werd op de plaats van de verwoeste gotische kerk de zevende Martinus- respectievelijk Annakerk gebouwd. Architect Rudolf Schwarz ontwierp en bouwde nu een modern kerkgebouw, waarin enkele delen van de oude kerk werden geïntegreerd. De torenhaan uit 1622 werd in de kerk aan een muur bevestigd. De nieuwe kerk werd op 7 juli 1956 door bisschop Johannes Pohlschneider van het bisdom Aken geconsacreerd.

## Het hoofd van Sint-Anna
Een belangrijke gebeurtenis in de geschiedenis van de kerk was de komst van het hoofd van Sint-Anna. Het oorspronkelijk uit Bethlehem afkomstige relikwie was op 29 november 1500 door de steenhouwer Leonhard ontvreemd uit de Sint-Stefanuskerk van Mainz, waar hij had gewerkt, en meegenomen naar diens woonplaats Kornelimünster bij Aken. Na de ontdekking van de diefstal in Mainz vertrok een afvaardiging naar Kornelimünster om de relikwie terug te eisen. De abt van de rijksabdij Kornelimünster gaf te verstaan dat het reliek zich inmiddels in de kloosterkerk van de Franciscanen te Düren bevond, de huidige Mariakerk. De Franciscaanse monniken zouden voor teruggave van de relikwie zorg dragen. De delegatie uit Mainz reisde daarop naar Düren om het hoofd van de heilige Anna in ontvangst te nemen. Echter enkele uren later liet de stadsraad de relikwie in beslag nemen; de Mainzer afvaardiging keerde zodoende met lege handen terug. De delegatie maakte de zaak aanhangig bij de aartsbisschoppen van Mainz en Keulen, maar ook zij wisten de teruggave niet te bewerkstelligen. Ten slotte maakte een pauselijke bul van paus Julius II een einde aan de strijd tussen de beide steden met de definitieve toewijzing van het Anna-hoofd aan Düren. Nog hetzelfde jaar kreeg het hoofd van Anna een kostbare schrijn en werd de Martinuskerk in 1506 in de Annakerk omgedoopt. Reeds in 1510 hadden al 20.000 pelgrims de kerk bezocht om de relikwie te vereren, hetgeen voor die tijd een enorm aantal was.
De laatgotische schrijn met daarin de relieken van de heilige Anna ontsnapte aan de vernietiging tijdens de bombardementen op de stad. Elk jaar worden de relieken op de feestdag van Sint-Anna, 26 juli, getoond.

## Orgel
Op 21 maart 2010 werd een nieuw orgel in gebruik genomen. Het orgel heeft circa 900.000 euro gekost en werd gebouwd door de Zwitserse firma Metzler Orgelbau (Dietikon). Het instrument bezit 45 registers. Het is onder meer bespeeld door de Nederlandse organist Gert van Hoef.

## Klokkentoren
Met de bouw van de klokkentoren naast de kerk werd op 11 maart 1963 begonnen. In april 1964 kwam de klokkentoren gereed. In de toren werd na de verwoesting van het oude klokkenspel op 16 november 1944 ook weer een nieuw klokkenspel ingebouwd. In de toren hangen vier bronzen klokken vernoemd naar Anna, Maria, Jozef en Martinus, die in 1964 door de klokkengieterij Mabilon in Saarburg werden gegoten.

## Afbeeldingen

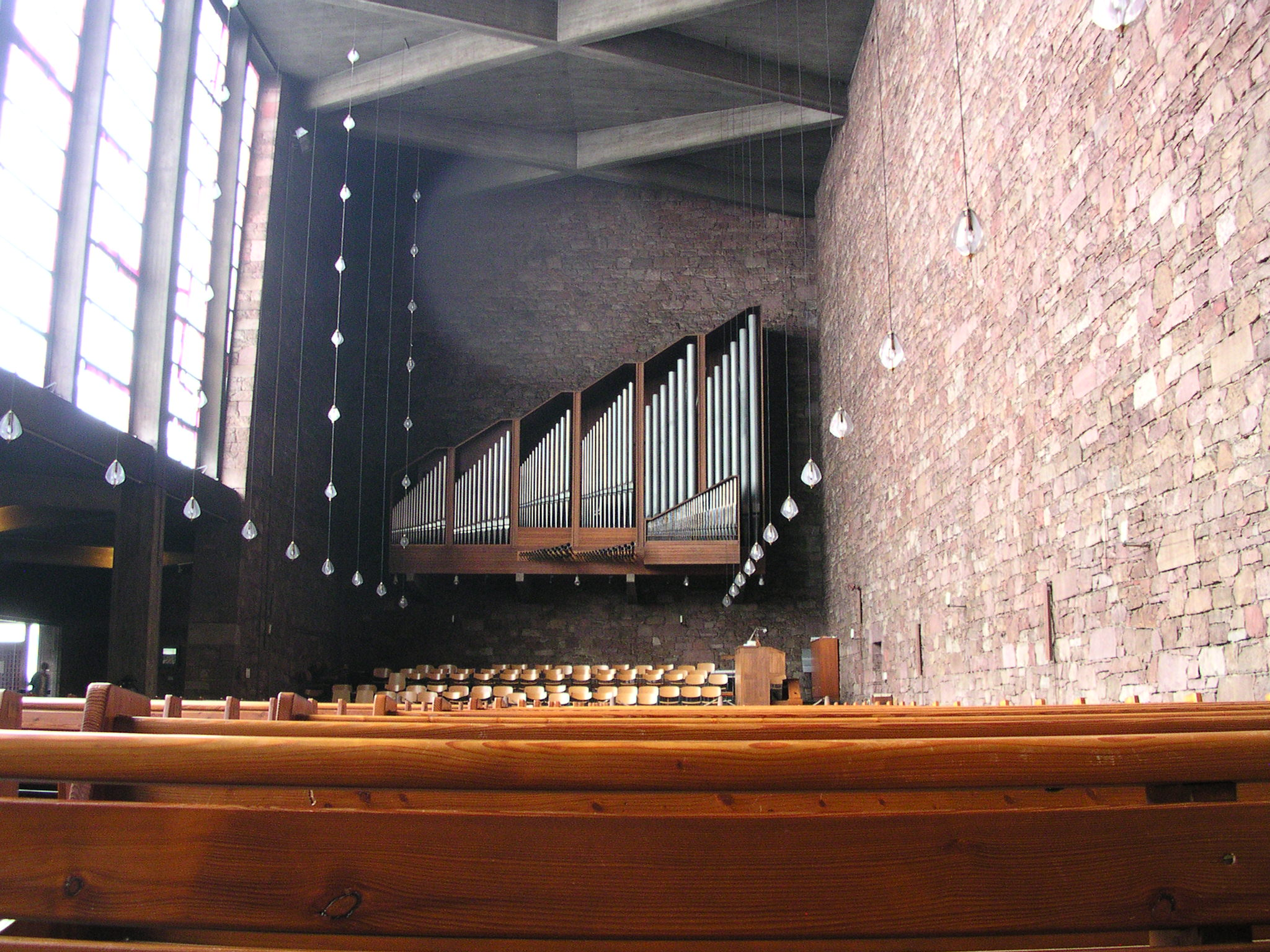
Orgel
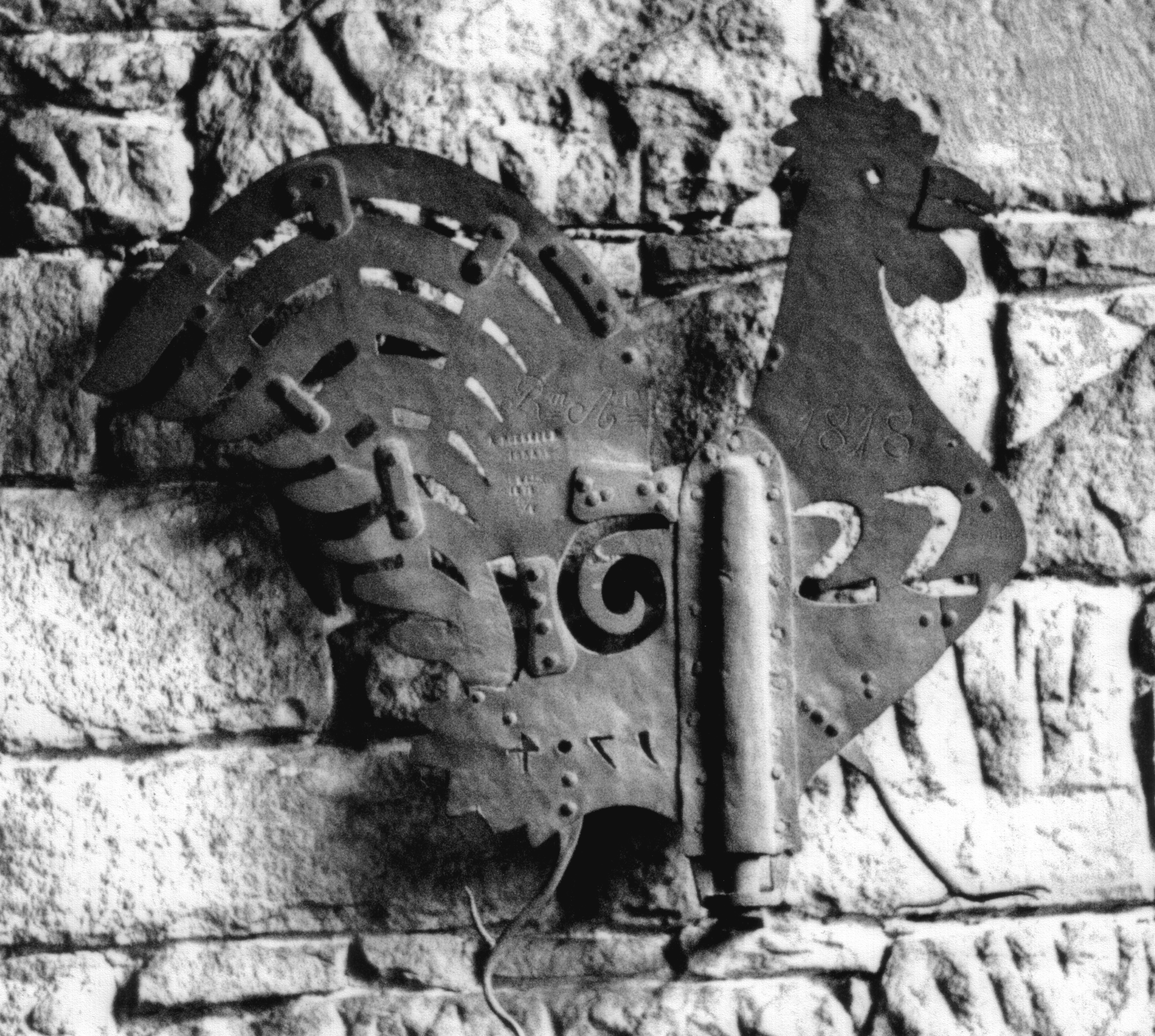
Weerhaan (1622)
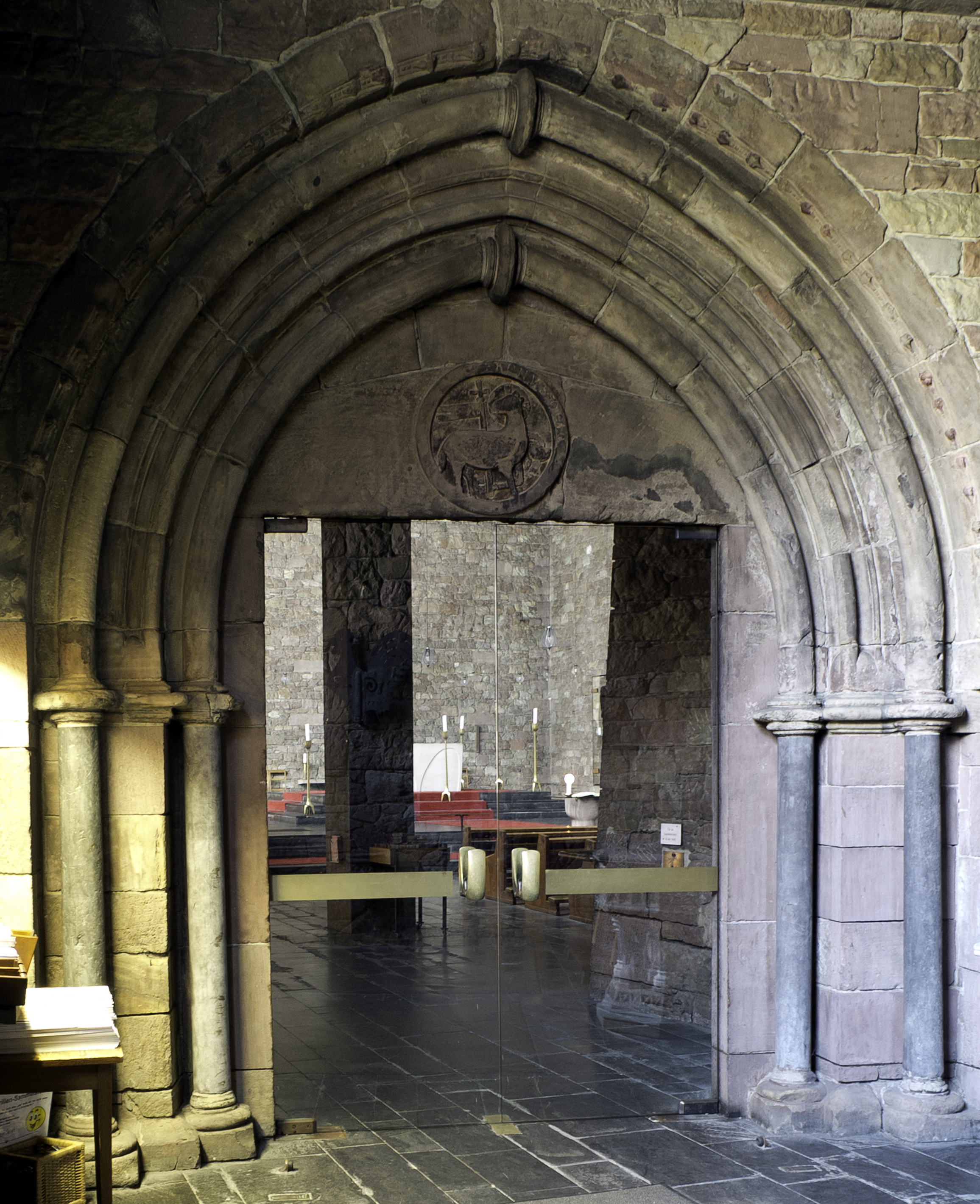
Gotisch portaal
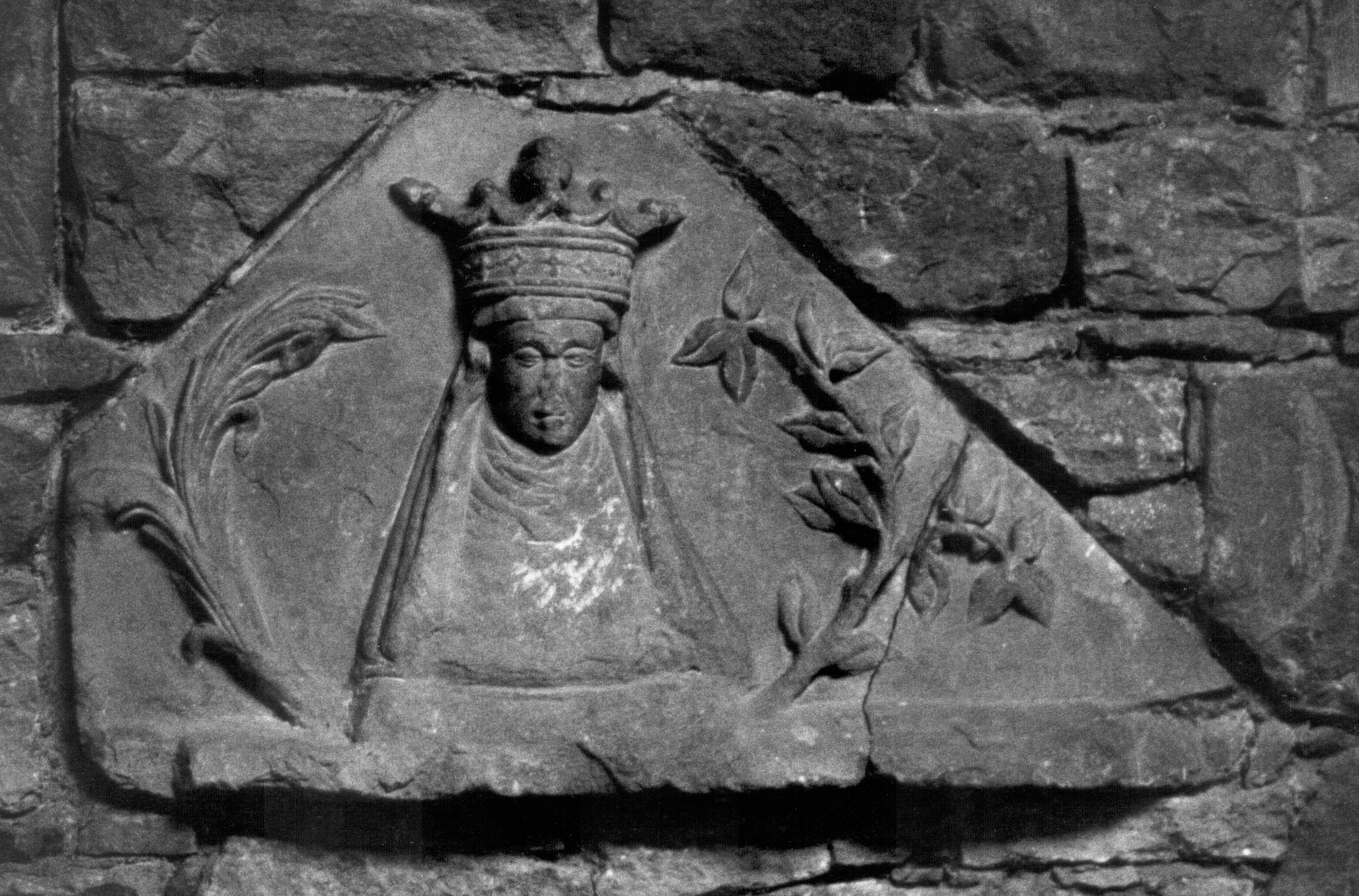
Reliëf van Sint-Anna uit de oude kerk